# Martina Schettina

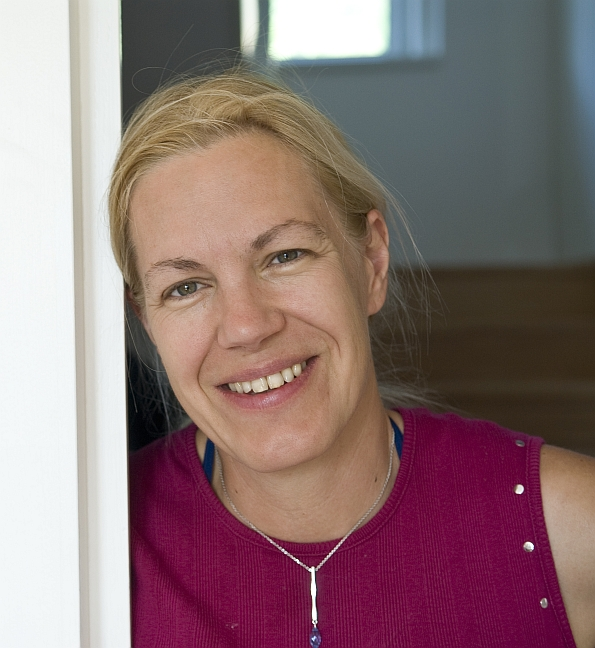
Porträt von Martina Schettina

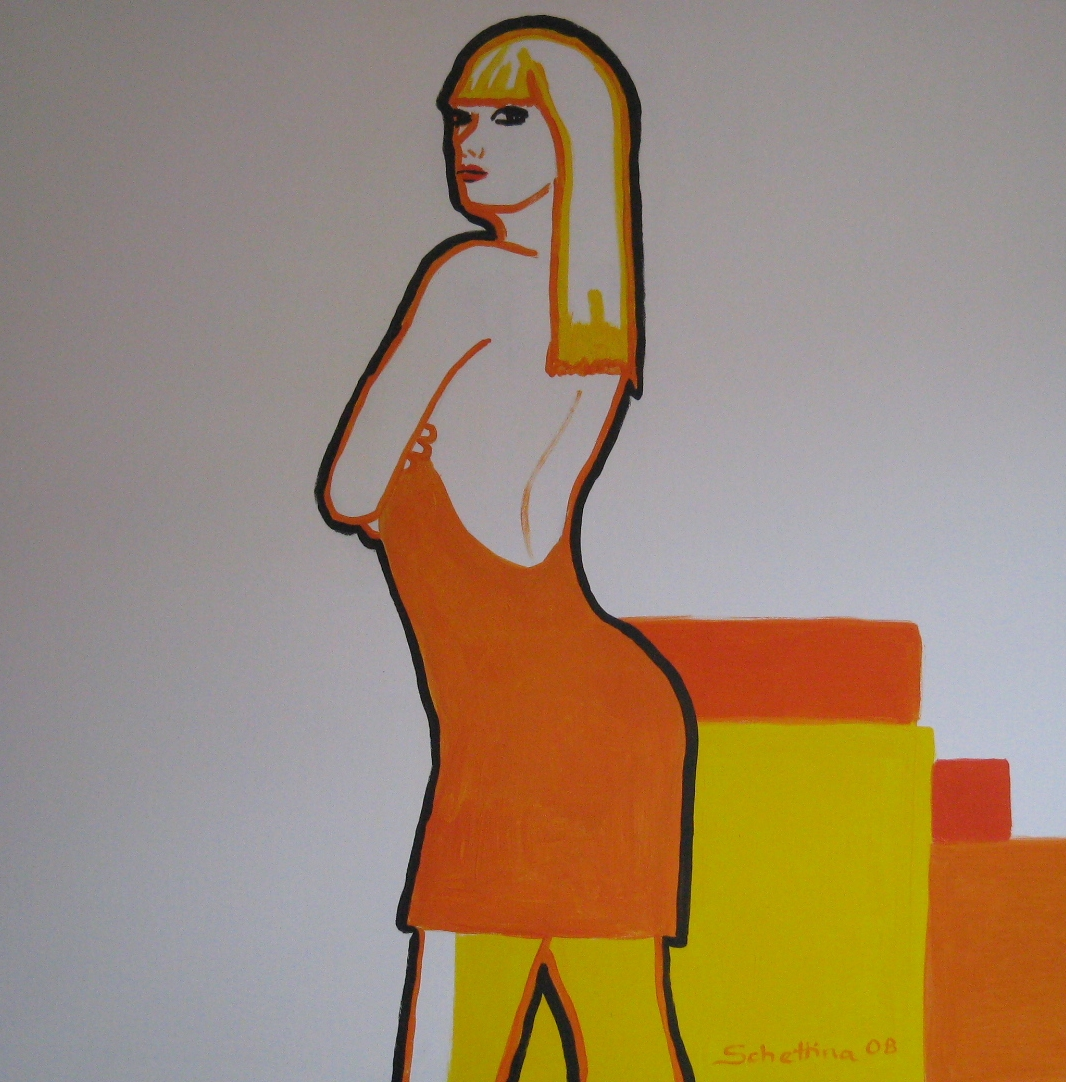
Mädchen im Orangen Kleid von Martina Schettina

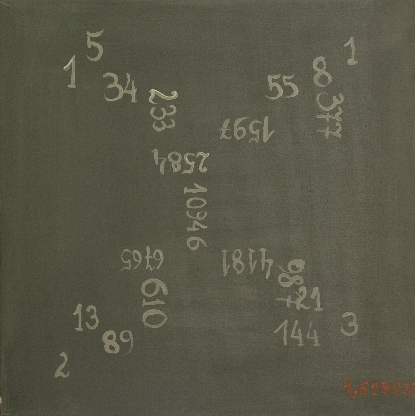
Martina Schettina: Fibonaccis Traum, 2008, 40 × 40 cm

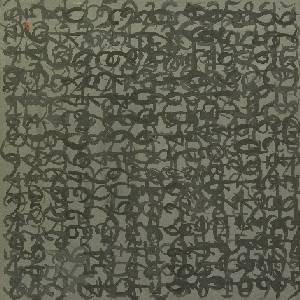
Martina Schettina: Gestrickte Unendlichkeit, 2008, 50 × 50 cm

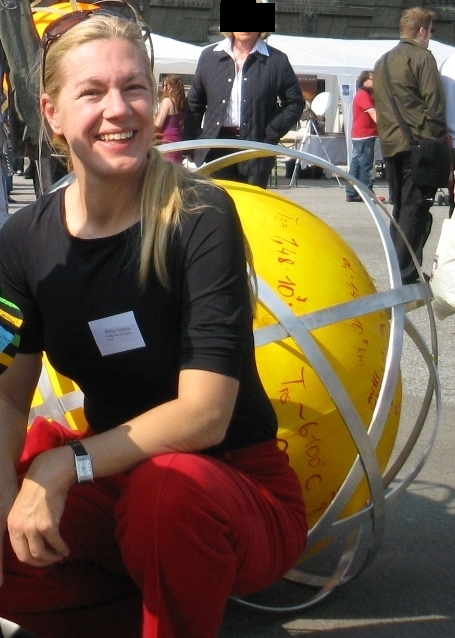
Schettina mit ihrem Kugelbild „Die Sonne“ in Wien

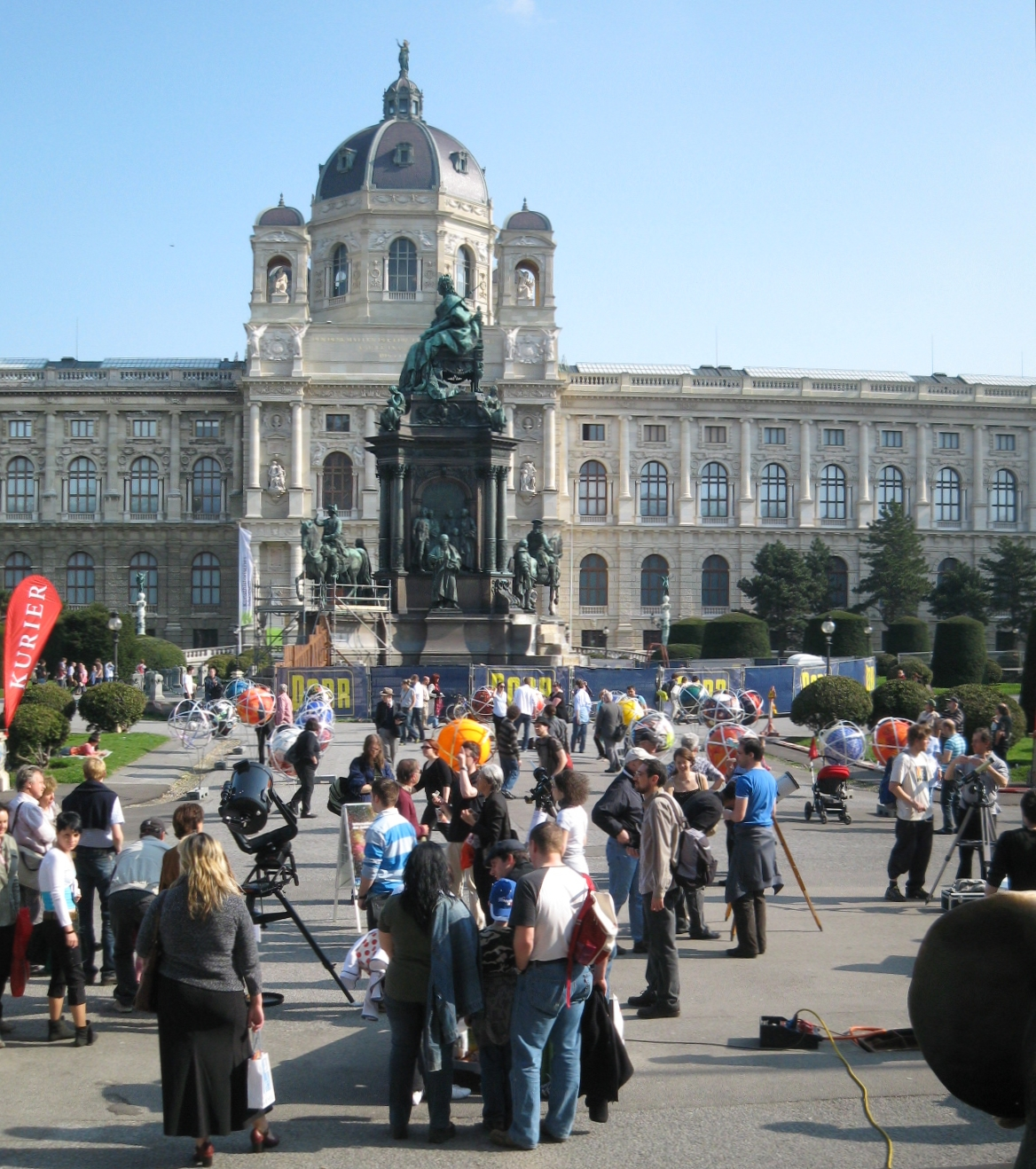
Kunstperformance am Tag der Astronomie 2009 vor dem Kunsthistorischen Museum Wien

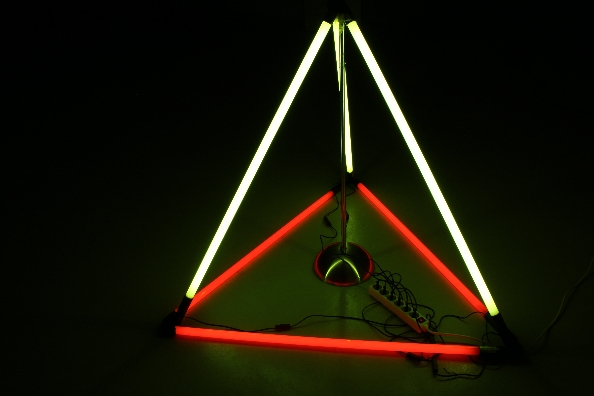
Martina Schettina: Tetraeder, gezeigt bei der Biennale für Lichtkunst Austria 2010

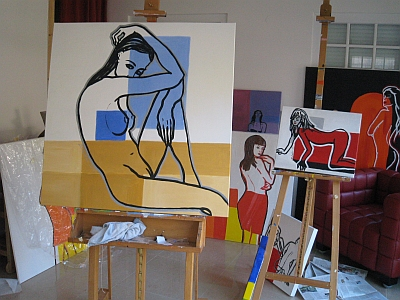
Atelier Martina Schettina

Martina Schettina, bürgerlich Martina Gansterer (* 7. März 1961 in Wien; Geburtsname Martina Ingeborg Tucek), ist eine österreichische bildende Künstlerin. Sie arbeitet vornehmlich im Bereich der Konzeptkunst, insbesondere an der Schnittstelle von Mathematik und bildender Kunst.

## Leben
Martina Schettina wurde 1961 in Wien-Währing als Tochter eines Mathematikers geboren. Sie verbrachte die Kindheit in Wien-Leopoldstadt, wo sie zuerst die Volksschule in der Parzmanitengasse besuchte, anschließend das Bundesrealgymnasium Vereinsgasse, an dem sie 1979 mit Auszeichnung maturierte. Von 1979 an studierte sie Mathematik bei Harald Rindler und Physik bei Roman Sexl an der Universität Wien mit Sponsion 1983 und beschäftigte sich daneben autodidaktisch mit der Malerei. 1989 zog sie ins angrenzende Niederösterreich, wo sie sich in Langenzersdorf ein Künstleratelier einrichtete.
Ihre künstlerische Aus- und Weiterbildung erhielt sie an den Sommerakademien Geras 1993 bei Ulrich Gansert, 1994 bei Peter Sengl und 1995 bei Hubert Aratym. Sie studierte auch an der Universität für angewandte Kunst Wien. Später erlernte sie die Chinesische Tuschemalerei bei Xiaolan Huangpu. Schettina unterrichtete von 1984 bis 2007 am Albertus-Magnus-Gymnasium in Wien Mathematik und Physik. Mitte 2007 zog sie sich aus dem Schuldienst zurück.
Die frühen Arbeiten der Künstlerin setzen sich mit der Rolle der Frau in der Gesellschaft auseinander.
Seit 2008 erscheinen Bilder von Martina Schettina regelmäßig als Illustrationen der Gerti-Senger-Kolumne in der bunten Beilage der Kronen-Zeitung am Sonntag sowie gelegentlich in der Kleinen Zeitung.
Ab 2008 wandte sie sich verstärkt der Konzeptkunst zu. Sie verarbeitet mathematische Theorien in ihren Bildern und begleitet diese mit erklärenden Texten. Dazu erschien 2009 das Buch „Mathemagische Bilder – Bilder und Texte“ mit einem Vorwort von Konrad Paul Liessmann. Seither arbeitet sie mit Bazon Brock zusammen und nimmt an Action Teachings teil, beispielsweise 2010 am Deutschen Historischen Museum in Berlin. Seit 2010 ist sie auch Referentin an der staatlichen Hochschule für Gestaltung in Karlsruhe im Rahmen des Studienganges „Der professionalisierte Bürger“. Ebenso zu ihrem Œuvre gehören Performances zu mathematischen Themen, die sie mit eigenen Bildern illustriert.

„Die Geburt der Schönheit aus dem Geiste der Zahlen ist die Lehre der Griechen. Die mathemagischen Bilder von Martina Schettina sind ein schöner Beweis.“

Martina Schettina ist mit dem österreichischen Autor Helmut A. Gansterer verheiratet. Sie lebt und arbeitet in Wien und Langenzersdorf. Seit der Heirat trägt die Künstlerin den Nachnamen Gansterer, behielt aber den Künstlernamen Martina Schettina bei.

## Mitgliedschaften
Martina Schettina ist ordentliches Mitglied der Berufsvereinigung IG Bildende Kunst sowie der Berufsvereinigung der bildenden Künstler Österreichs.

## Ausstellungstätigkeit
Seit 1992 stellt sie national und international aus.
Ihre erste Einzelausstellung im Ausland war 1999 in der Galerie Mots & Tableaux in Brüssel. Seither waren ihre Werke in zahlreichen Ausstellungen in Museen und Galerien ausgestellt.
Weiters waren die Werke auf internationalen Kunstmessen vertreten, darunter auf der Art Expo New York, CIGE Peking und der Art Shanghai. 2010 entwickelte sie gemeinsam mit Manfred Kielnhofer das Konzept zur ersten österreichischen Lichtkunstbiennale.

## Werk
In ihrem figurativen Werk befasst sich die Künstlerin auf vielfältige Weise mit der Stellung der Frau in der Gesellschaft. Dabei werden die gültigen Rollenbilder von Mann und Frau hinterfragt. Da ihre Figuren transparent zu sein scheinen, wird Schettina oft auch als die Malerin mit der gläsernen Handschrift bezeichnet. Es finden sich auch Anlehnungen an die Pop-Art. Ihr Bild „Oranges Kleid“, das eine selbstbewusste, moderne Frau darstellt, zierte 2009 das Plakat zur Ausstellung „Stadt. Land. Frau.“ im Weinstadtmuseum Krems.
Seit 2008 arbeitet Schettina vorwiegend an mathematischen Themen, die sie in ihren Bildern künstlerisch umsetzt.
Im Dezember 2009 erschien das Buch „Mathemagische Bilder“ mit Texten und Bildern der Künstlerin.

„Mathematik – Logik und Malerei – Emotion ergänzen einander in Schettinas Arbeit und lassen sich verstehen als Suche nach Harmonie und Schönheit, sowie als Lösung von grundsätzlichen Fragen, im einen wie im anderen Metier, jeweils in umfassendem Sinn gemeint.“

## Preise und Auszeichnungen
- 1994 Plakatwettbewerb des Umweltministeriums, Sonderpreis
- 1998 „Die Neuen Meister“, Nachwuchswettbewerb der Ringgalerie des Wiener Volksbildungswerkes. (Heute Basis.Kultur.Wien)[24]
- 2002: Aufnahme in Archives on Women Artists des National Museum of Women in the Arts in Washington DC.[25]
- 2006 Ehrenmedaille für Wissenschaft und Kunst der Österreichischen Albert Schweitzer Gesellschaft[26][27]
- 2009 Künstler des Monats Juli des Österreichischen Online-Kunstforums[28]

## Einzelausstellungen (Auswahl)
- 1994 Malerei. Bezirksmuseum Währing, Wien.
- 1995 Im Mittelpunkt der Mensch. Kulturzentrum Belvedereschlössl, Stockerau.
- 1997 Martina Schettina. Bergerhaus, Gumpoldskirchen.
- 1998 Magierbilder. Galerie Haslinger im Arik-Brauer-Haus, Wien.[29]
- 1999 Magisciens/Magiers. Galerie Mots et Tableaux, Brüssel.
- 2001: Hanak-Museum in Langenzersdorf.
- 2002 Magierbilder und Ikebana. Kulturkabinett, Wien.
- 2003 Aquarelle und Ölbilder. Kulturzentrum Belvedereschlössl, Stockerau
- 2003 Magische Momente. Romanischer Keller der Hypo, Salzburg[30]
- 2005 Schlüssellochbilder Looshaus Wien
- 2006 Zweitausendsex in Blaugelbe Viertelsgalerie Schloss Fischau, Bad Fischau-Brunn.[31]
- 2007 Stadt, Land, Frau. Galerie alpha, Wien[32]
- 2007 Magicien à Paris Forum Culturel Autrichien Paris[33]
- 2008: Magische Menschen. Magische Orte im Kokoschka-Haus in Pöchlarn.[34]
- 2008 Magicien à Paris Vol. 2 Forum Culturel Autrichien Paris[35]
- 2009: Stadt.Land.Frau im Weinstadtmuseum, Krems an der Donau.[36]
- 2010 Mathemagische Bilder math.space im Museumsquartier Wien[37]
- 2010 Mathematische Bilder, Egon-Schiele-Museum, Tulln[38]
- 2011 Mathemagische Bilder – Von Pythagoras bis Hilbert, Ausstellungsbrücke, St. Pölten[39]
- 2014 Mathematik und die Frauen, Stadtmuseum Minoritenkloster Tulln[40]
- 2015 Mathemagische Bilder, Galerie am Lieglweg, Neulengbach[41]

## Ausstellungsbeteiligungen

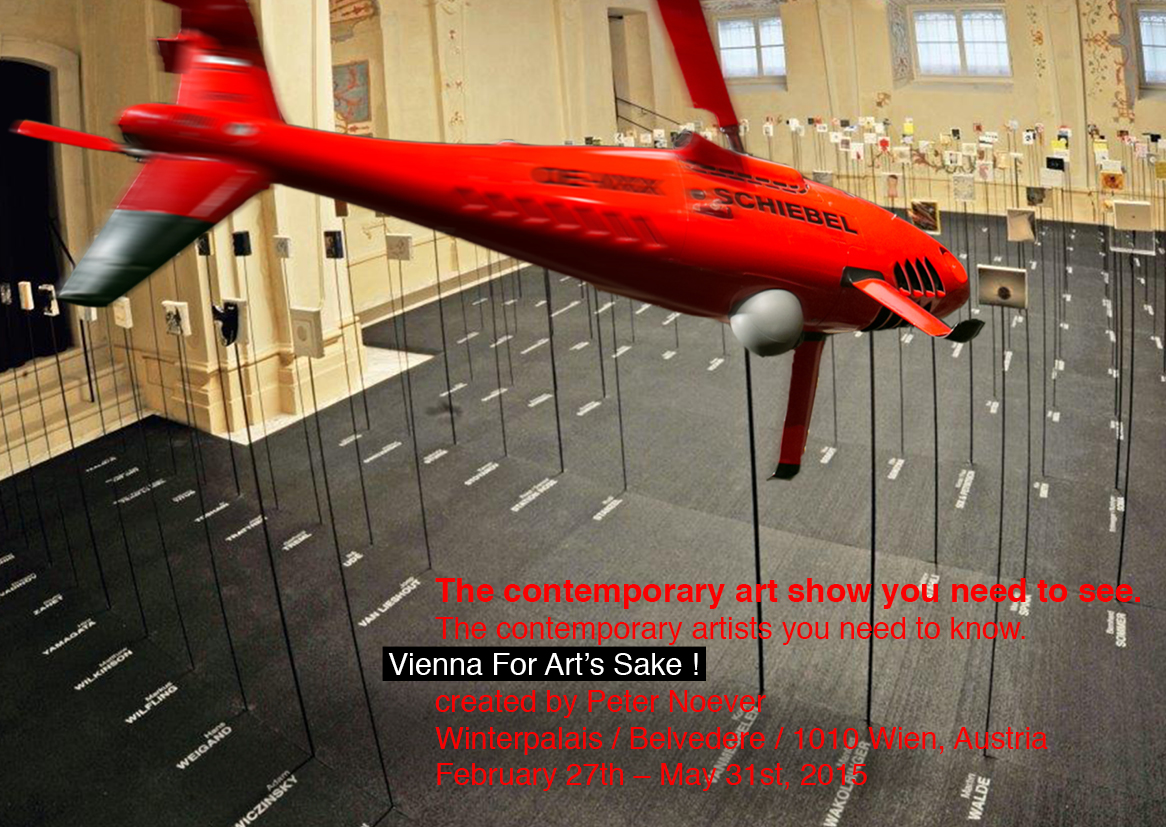
Ausstellung im Winterpalais, Belvedere Wien, 2015 mit 161 Künstlern, Architekten, Designern „Vienna For Art’s Sake !’“ Die Bilder waren einzeln auf Stäben montiert.

- 2002 Politische Landschaft, Galerie Tulbinger Kogel.
- 2004 Duettino. Schlosskeller Hagenbrunn, Hagenbrunn
- 2006: VINSPIRACE BŘECLAV 2006 im Stadtmuseum und Galerie Břeclav in Tschechien.[42]
- 2008 Europe and Asia today im ARTcenter Berlin; kuratiert von Ki-Wong Park, Südkorea[43][44]
- 2009 Rolling Stars and Planets. Ausstellungen und Kunstperformances in Wien[45] und Szombathely in Ungarn[46] zum Jahr der Astronomie, organisiert von der Berufsvereinigung der bildenden Künstler Österreichs
- 2009 Iberische Kunst und Garteneröffnung, Linz,[47] kuratiert von art.es_international_contemporary_art, España und Werkstatt Kollerschlag[48], Kollerschlag
- 2009 Trends und Träume im Schloss Fischau, Viertelsgalerie des Landes Niederösterreich in Bad Fischau[49]
- 2009 Art Vilnius gemeinsam mit Herbert Brandl, Manfred Kielnhofer und Franz West.[50][51]
- 2009 Sternenstaub Ars Electronica Center Linz.[52]
- 2009 Berlin||Berlin – 20 Jahre Mauerfall Galerie Artdrome Berlin[53][54]
- 2010 Künstlerhaus Graz[55]
- 2010 Money makes the art go round, Galerie im Domenig-Haus Wien.[56]
- 2012 „Weinviertler Künstler im Wienerwald“, Wienerwaldmuseum Eichgraben
- 2015 „Vienna for Art's Sake“ Winterpalais Prinz Eugen, Wien. Katalog.[57]
- 2015 „Map of the New Art. Imago Mundi – Luciano Benetton Collection“ Fondazione Giorgio Cini, Venedig[58]
- 2016 „The Art of Humanity“. Pratt Institute The Rubelle and Norman Schafler Gallery New York[59]
- 2018 „Join The Dots / Unire le distanze“, Salone degli Incanti Triest[60]

## Performances
- 2009 Rolling Stars and Planets. Kunstperformances in Wien[61] und Szombathely in Ungarn[62] zum Jahr der Astronomie, organisiert von der Berufsvereinigung der bildenden Künstler Österreichs
- 2010 Rolling Stars and Planets. Kunstperformance vor dem Künstlerhaus Graz.
- 2010 Pythagoras in Delphi. Ein szenischer Vortrag im Rahmen der Reihe „Prophets in residence – Orakel oder Bestimmung der Zukunft“ gemeinsam mit Bazon Brock, im Deutschen Historischen Museum Berlin.[63][64]
- 2010 Pythagoras in Delphi. Zur Ästhetik der Welteinheit. – Gemeinsam mit Bazon Brock. Hochschule für Gestaltung Karlsruhe.[65]
- 2013 Mathematik und Kunst. Kunstperformance und Diashow im Planetarium Nürnberg[66]
- 2013 Mathematik und die Frauen. Kunstperformance in der Galerie Sandpeck Wien 8[67]
- 2013 Performance Theoriedesign der Einsteinformel anlässlich des Symposiums Formwerdung und Formstörung in der Denkerei Berlin unter der Patronanz von Bazon Brock[68]
- 2014 Performance Mathematik und die Frauen, Stadtmuseum Minoritenkloster Tulln im Rahmen der ORF langen Nacht der Museen[69]
- 2017 Performance Klänge Zahlen Tastatur im Zentrum für Kunst und Medien in Karlsruhe gemeinsam mit Reto Schölly und Achim Langenkaemper[70]

## Veröffentlichungen
- 1994: Katalog Schettina
- 2002: Bewegte(s) Leben: Frauenbiografien aus dem Weinviertel von Gabi Lempradl und Hermann Richter, Verlag Bibliothek der Provinz. Eine von 14 Frauen-Biografien, ISBN 3-85252-533-0.
- 2002: Katalog: mARTina schettina, Magierbilder 2002 Verlag Eisl und friends, ISBN 3-9501524-2-3.
- 2003 Keine Katze wie Du und ich von Erne Seder, Verlag Langen-Müller-Herbig München; Illustrationen und Titelbildgestaltung, ISBN 3-7844-2930-0[71]
- 2006: Katalog zweitausendsechs. Eisl und friends, Atelier mARTina schettina Langenzersdorf, 2006,
- 2007: Linz 2007. Ausstellungskatalog. Digitaldruck Linz, Galerie ARTpark Lenaupark City Linz.
- 2008: Wein, Weib und Gesang. Gedichtband. Bilder von Martina Schettina zu Lyrik von Michaela Gansterer. Hrsg. Michaela Gansterer, Hainburg.
- Kunstadressbuch Deutschland, Österreich, Schweiz 20. Ausgabe; Eintrags-Nummer: 207599-2; K. G. Saur Verlag,
- Deutsche Fotothek: Künstlerdokument 70117960, Martina Schettina.
- 2009: Martina Schettina: Mathemagische Bilder – Bilder und Texte. Vernissage Verlag Brod Media, Wien 2009, ISBN 978-3-200-01743-6.
- 2010: Martina Schettina: Mathematische Bilder. Ausstellungskatalog Schiele Museum Tulln, Vorwort von Peter Eisenschenk. Vernissage Verlag Brod Media GmbH Wien.
- 2012: Martina Schettina: Location BOOK. Genuss, Kultur & Lifestyle: Wiens Grätzl mit Prominenten entdeckt. Deutsch/Englisch, ISBN 978-3-99015-021-4 (DE), ISBN 978-3-99015-022-1 (EN). Bohmann-Verlag 2012.
- „Vienna For Art's Sake ! Archive Austria / Contemporary Art. curated by Peter Noever“, 161 artists, architects, designers. Herausgegeben von FABRICA, imago mundi, Luciano Benetton Collection, Italy, 2014. 381 Seiten, ISBN 978-88-98764-06-8
- Martina Gansterer (Hg.): In den Bergen mit Kaiserin Elisabeth, ISBN 978-3-7104-0097-1, Servus Verlag 2016, 64 Seiten.
- Martina Gansterer (Hg.): Katzen am Bauernhof, ISBN 978-3-7104-0109-1, Servus Verlag 2016, 64 Seiten

## Sammlungen
Bilder befinden sich in der Sammlung des Landes Niederösterreich, des Weinstadtmuseums Krems, der Fernwärme Wien, der HMZ Privatstiftung Helmut M. Zoidl in Spielfeld in der Steiermark und der Sammlung Helmut Klewan in München und Wien. Skulpturen befinden sich im Skulpturenpark Artpark Linz sowie im öffentlichen Raum von Poysdorf. 2011 wurde das Bild „Pro Maximis et Minimis“ aus der Reihe „Leibnitz“ von der Kulturabteilung des Landes Niederösterreich für die Sammlung zeitgenössischer Kunst angekauft. 2013 erwarb das Sacred-World-Museum New Delhi die Lichtskulptur „Tetrahedron Rot“ der Künstlerin. Das Bild E=mc²- The World's Most Famous Equation wurde im Rahmen des Projekts „Vienna for art's sake“ von Kurator Peter Noever für die Sammlung Luciano Benetton ausgewählt.

## Kunst am Bau und spezielle Projekte
Für das soziale Wohnbauprojekt Interkulturelles Wohnen „com“ in Wien gestaltete Martina Schettina 2013 eine Intervention mit dem Namen „Speakers Corner“. 2008 war sie an der Wandgestaltung für das Dianabad beteiligt. 2015 war sie federführend für die künstlerische Gestaltung des Mindbreeze-Büros in Linz verantwortlich. 2016 entwarf sie Bilder zu Alfred, der ersten in Österreich entstandenen Rockoper.

## Trivia
Martina Gansterer ist auch als Tanzsportlerin erfolgreich. 2023 nahm sie an der weltweit ersten WDSF Weltmeisterschaft für Solotänzerinnen der Disziplin Latin und der Altersklasse "adult" in Calvia auf Mallorca teil, wo sie Platz 34 belegte.
Sie ist im Jahr 2024 Nr. 1 der WDSF Weltrangliste in Senior I Solo Standard und Nr. 2 der Weltrangliste Senior I Solo Latin. Im Jahr 2024 wurde sie darüber hinaus Österreichische Meisterin in der Disziplin Allgemeine Klasse Solo Standard. Im November 2024 wurde sie zur Seniorensportlerin des Jahres 2024 des Landes Niederösterreich in der Kategorie Meisterschaft international gekürt.